# Franz von Mendelssohn
Franz von Mendelssohn (29 juillet 1865, Berlin - 13 juin 1935, Berlin), est un banquier et homme politique allemand.

## Biographie
Fils du banquier Franz von Mendelssohn (1829-1889) (de), il suit des études de droit à Bonn et à Berlin. Après ses études, il rejoint la banque d'affaires familiale Mendelssohn & Co.. Il devient codirecteur et associé principal de la banque.
En 1913, il devient membre de la Chambre des seigneurs de Prusse.
Il est président de la Chambre de commerce de Berlin à partir de 1914 et de la Chambre de commerce et d'industrie allemande (de) de 1921 à 1931. Il devient président du groupe allemand de la Chambre de commerce internationale en 1925 et président de la Conférence de la Chambre de commerce internationale en 1931.
En outre, Mendelssohn était membre du Conseil général de la Reichsbank et du Conseil économique national provisoire (de).

## Sources
- (de) Cet article est partiellement ou en totalité issu de l’article de Wikipédia en allemand intitulé « Franz von Mendelssohn (der Jüngere) » (voir la liste des auteurs).